# Basni Belima
Basni Belima là một thị trấn thống kê (census town) của quận Nagaur thuộc bang Rajasthan, Ấn Độ.

## Nhân khẩu
Theo điều tra dân số năm 2001 của Ấn Độ, Basni Belima có dân số 21.557 người. Phái nam chiếm 50% tổng số dân và phái nữ chiếm 50%. Basni Belima có tỷ lệ 54% biết đọc biết viết, thấp hơn tỷ lệ trung bình toàn quốc là 59,5%: tỷ lệ cho phái nam là 68%, và tỷ lệ cho phái nữ là 40%. Tại Basni Belima, 20% dân số nhỏ hơn 6 tuổi.